# Objektiv
Objektiv je dio optičke naprave koji prikuplja svjetlosne zrake s promatranog predmeta (objekta).
Kod fotografskih aparata, filmskih kamera, mikroskopa i refraktorskih teleskopa objektiv je redovito složeni sustav leća, dok veliki reflektorski teleskopi uglavnom koriste samo jedno udubljeno zrcalo.